# 羅伯·哥希斯
羅伯·哥希斯（Robert Clohessy，1957年6月10日—）是一名美國演員。他較著名演出在HBO電視劇《監獄風雲》第三至六季中飾演Sean Murphy，也在HBO的《酒私風雲》首兩季中飾演James Neary，以及《警察世家》中的Lieutenant Sid Gormley。

## 外部連結
- Robert Clohessy在互联网电影资料库（IMDb）上的資料（英文）